# Осада Барселоны (1705)
Первая осада Барселоны (исп. Sitio de Barcelona) — сражение в ходе Войны за испанское наследство, произошедшее 14 сентября-9 октября 1705 года и завершившееся взятием Барселоны объединёнными немецко-англо-голландскими войсками.

## Боевые действия
27 мая 1704 года произошла первая попытка высадки в Барселоне под командованием Георга Гессен-Дармштадтского, но ожидаемого восстания прогабсбургского населения не произошло, и около двух тысяч солдат вынуждены были вернуться на борт англо-голландской эскадры, покинувшей воды Барселоны 31 мая. На пути в Лиссабон союзный флот захватил Гибралтар.
Год спустя, 20 июня 1705 года был заключён Генуэзский пакт между Англией и прогабсбургскими каталонскими дворянами (вигатанами), представлявшими княжество Каталонию. Согласно условиям договора Англия высаживала в Каталонии войска, которые совместно с местными каталонскими силами сражались за претендента на престол Карла Австрийского против сил Фелипе V, пообещав также соблюдать законы и существующие институты Каталонии. Каталонцы выполнили свою часть договора, подняв восстание по всем комаркам Каталонии, и к октябрю 1705 года мятежники контролировали почти всю территорию княжества, исключая Барселону, где находился вице-король Франсиско де Веласко, верный Фелипе V.
22 августа 1705 года союзный флот прибыл к Барселоне. Через несколько дней часть 17-тысячного войска союзников высадилась и, соединившись с силами вигатанов, атаковала господствовавшую над городом Монжуикскую крепость. В ходе штурма был убит командующий союзными войсками Георг Людвиг Гессен-Дармштадтский, но крепость все же пала, открыв союзникам дорогу на Барселону.
После захвата Монжуикской крепости союзники разместили на её стенах артиллерию и начали 15 сентября бомбардировки города. Наместник Каталонии Веласко сформировал вооруженную милицию из жителей города, однако население колебалось. Барселона, оказавшись в полном окружении союзных войск, капитулировала 9 октября, во многом из-за начавшегося в районе Рибера народного восстания.

## Результаты
Когда войска графа Питерборо входили в город, жители встречали их приветствиями. Благодаря вмешательству Совета ста Веласко удалось спасти жизни некоторых выдающихся сторонников Бурбонов в городе. Когда эрцгерцог Карл вошел в Барселону 22 октября, каталонские дворяне настояли, чтобы новый король соблюдал каталонскую конституцию. 7 ноября 1705 года Карл короновался как Карл III и поклялся на каталонской конституции.
Наступление союзников с целью оккупации Испании продолжится, и Валенсия не попадает в руки союзников до конца декабря, а замок Аликанте продержится до 1706 года.